# Avia BH-5
L'Avia BH-5 est un avion de sport biplace tchécoslovaque de l'entre-deux-guerres. 
Cet appareil dérivé de l'Avia BH-1, dont il conservait les lignes générales, était équipé d’un moteur NZ 60, premier moteur d’avion réalisé par le motoriste tchèque Walter. Surnommé Boska en raison de son immatriculation [L-BOSA] se fit remarquer par sa participation au Concours des avions légers organisé par l’Aéro Club Royal de Belgique les 30 juin et 1er juillet 1923. Piloté par  Zdeněk Lhota, il quitta Prague le 28 juin 1923 pour rejoindre Evere le 30 juin après avoir dû faire escale à Cheb et Mayence en raison de conditions météorologiques défavorables. Il remporta la compétition dans la catégorie des moins de 100 ch. Quelques semaines plus tard le même appareil s’attribuait le Prix du Président de la République Tchécoslovaque.

## Une réplique
Construit par  Marcel Sezemský avec le soutien de l’Association Historique de l’Aviation Tchécoslovaque, une réplique grandeur du BH-5 [OK-BOS] prit l’air le 1er juin 2007, équipé d’un authentique moteur 5 cylindres Walter NZ 60 datant de 1923. Le 29 juillet 2008 cet appareil a réalisé un vol Prague-Bruxelles pour commémorer la victoire de Zdeněk Lhota en 1923.  